# Логодашка река
Логодашка река е река в Югозападна България, област Благоевград, община Благоевград, десен приток на река Струма. Дължината ѝ е 22 km. Отводнява източните, централни части на планината Влахина.
Логодашка река извира под името Клисурска река на 995 m н.в. от планината Влахина, на 300 m северозападно от махала Ваклинци, на село Клисура, Община Благоевград. В началото тече на югоизток в дълбока и добре залесена долина, а след село Логодаш склоновете ѝ са силно еродирали. След устието на най-големия си приток река Четрока (десен, на някои топографски карти долното течение на Логодашка река е изписано под името Четрока) Логодашка река завива на изток и при село Покровник навлиза в Благоевградската котловина, където коритото ѝ е коригирано с водозащитни диги. Влива се отдясно в река Струма, на 315 m н.в., на 500 m югоизточно от село Покровник.
Площта на водосборния басейн на реката е 166 km2, което представлява 0,96% от водосборния басейн на река Струма.
Основни притоци: → ляв приток, ← десен приток
- → Дренски дол
- ← Четрока (най-голям приток)
- ← Поповска река

Логодашка река е с преобладаващо дъждовно подхранване с максимум март-април и минимум август-септември.
По течението на реката в Община Благоевград са разположени 3 села: Клисура, Логодаш и Покровник.
Водите на реката и на някои от нейните притоци се използват за напояване, като за целта на един неин малък ляв приток е изграден големият язовир „Стойковци".

## Топографска карта
- Лист от карта K-34-70. Мащаб: 1 : 100 000.
- Лист от карта K-34-82. Мащаб: 1 : 100 000.
- Лист от карта K-34-83. Мащаб: 1 : 100 000.